# Новый мировой порядок (конспирология)

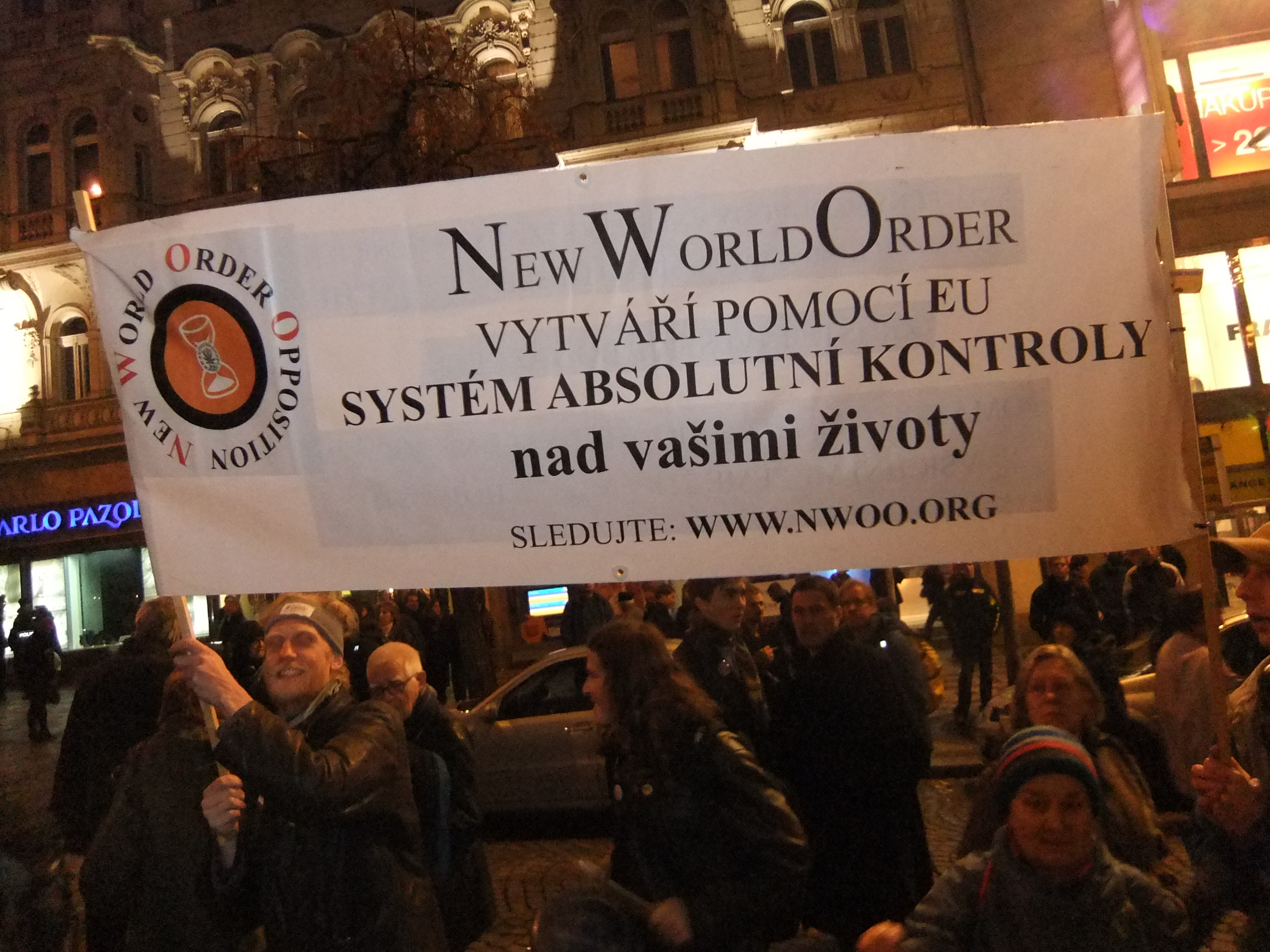
Упоминание «Нового мирового порядка» на плакате протестующих, Прага, 2010

«Но́вый мирово́й поря́док» — теория заговора, согласно которой в настоящее время формируется тайное тоталитарное мировое правительство.
Общим местом в конспирологии «Нового мирового порядка» является идея существования теневого правительства, образованного тайной правящей элитой, стремящейся к проведению глобализации, чтобы установить над всем миром власть единого авторитарного правительства, которое придёт на смену суверенным национальным государствам; также — идея всеохватывающей пропаганды идеологии, которая провозглашает создание «Нового мирового порядка» как закономерного конца истории. Многие исторические и современные влиятельные деятели рассматриваются как участники группы заговорщиков, которая посредством различных подставных организаций организует важные политические и экономические события. Такие, как вызов системного кризиса для продавливания спорных экономических мероприятий (например, шоковую терапию) на национальном и международном уровнях с целью достижения мирового господства.
До начала 1990-х годов теория заговора «Нового мирового порядка» была ограничена двумя американскими контркультурами: военизированными антиправительственными правыми и частью христианских фундаменталистов, провозглашающей наступление конца времён и приход Антихриста. Майкл Баркун и Чип Берлет отмечали, что теория заговора правого крыла популизма о «Новом мировом порядке» была воспринята не только многими искателями «стигматизированного знания» («знания», отвергнутого официальными инстанциями), но и проникла в массовую культуру, став в конце XX — начале XXI века в США питательной почвой для апокалиптических и милленаристских настроений. Кроме того, Баркун и Берлет выразили своё беспокойство тем, что массовая истерия связанная с теорией заговора «Нового мирового порядка» может иметь далеко идущие последствия начиная с одиночного терроризма и заканчивая приходом к власти авторитарных ультраправых демагогов.

## История понятия

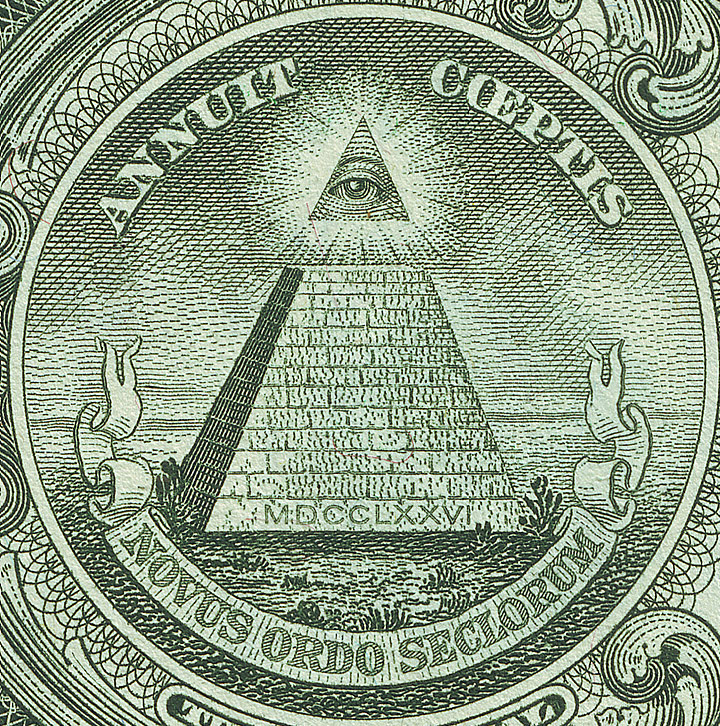
Novus ordo seclorum на однодолларовой банкноте

Обычно его трактуют как девиз курса политики США, ведущейся совместно с главами транснациональных корпораций. «Новый мировой порядок» часто считают переводом латинской фразы «Novus ordo seclorum», хотя правильный перевод — «новый порядок веков» (эр, эпох). Фразу «Novus ordo seclorum» содержит Большая печать США, она изображена на однодолларовой банкноте, поэтому данный лозунг нередко упоминается видными государственными деятелями этой страны, в том числе и Джорджем Бушем-старшим.
Суть термина принято находить в том, что некая интеллектуальная элита мирового сообщества становится намного предпочтительнее, нежели национальное самоопределение отдельных государств, практиковавшееся во времена до XXI века. При «Новом мировом порядке» многие события и результаты их окончания определяются при участии влиятельной группы международных государственных деятелей, международных банкиров, бизнесменов, медиа-магнатов и других влияющих на политику отдельных стран лиц. Идеологическую сторону «Нового мирового порядка» видят в глобализационных процессах в мире, сопровождающихся концентрацией мировых капиталов и формирования особого общественного мнения с помощью средств массовой информации, при котором «Новый мировой порядок» якобы должен считаться наиболее верным, с позиции самих глобализаторов, путём развития всего человечества.
Понятия «Нового мирового порядка» усматривают в книге Збигнева Бжезинского «Между двумя веками: Роль Америки в эру технотроники». Уильям Энгдаль в 2004 году опубликовал историческую книгу «Столетие войны: англо-американская политика и Новый мировой порядок», в которой автор показывает, что многие политические и экономические события последнего века были результатом глобальной игры группы международных государственных деятелей, банкиров и нефтяных магнатов.
Так же это один из масонских намеков на ближайшее будущее. Фраза «Новый мировой порядок» объясняется и тем, что они здесь, они правят данным миром.

## Конспирологические теории

### Конец времён

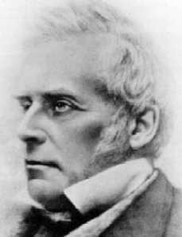
Джон Нельсон Дарби

Начиная с XIX века, многие апокалиптические христианские эсхатологи, начиная с Джона Нельсона Дарби, предсказывали глобалистский заговор с целью навязать тираническую структуру управления «Новым мировым порядком» как исполнение пророчеств о «конце времён» в Библии, в частности в книге Иезекииля, книге Даниила, в синоптических Евангелиях и Книге Откровения. Они утверждают, что люди, которые заключили сделку с дьяволом, чтобы получить богатство и власть, стали пешками в сверхъестественной шахматной игре, чтобы заставить человечество принять утопическое мировое правительство, которое опирается на духовные основы синкретически-мессианской мировой религии, позже покажет себя антиутопической мировой империей, навязывающей имперский культ «нечестивой Троицы» Сатаны, Антихриста и лжепророка. Во многих современных христианских теориях заговора лжепророк будет либо последним папой Католической Церкви (подготовленным и установленным альта Вендитой или иезуитским заговором), либо гуру из движения «Нью Эйдж», либо даже лидером значительной фундаменталистской христианской организации, такой как Братство, в то время как Антихрист будет либо президентом Европейского союза, генеральным секретарем Организации Объединённых Наций, либо даже халифом панисламского государства.
Некоторые из самых громких критиков теорий заговора конца времени происходят из христианства. В 1993 году историк Брюс Бэррон высказал строгий упрек апокалиптическому христианскому заговору в журнале Christian Research, рецензируя книгу Робертсона 1991 года «Новый мировой порядок». Другие критические высказывания могут быть найдены в книге 1997 года историка Грегори С. Кэмпа «Продажа страха: теории заговора и паранойя конца времен». Религиовед Ричард Т. Хьюз утверждает, что риторика «Нового мирового порядка» клевещет на христианскую веру, так как «Новый мировой порядок», как его определяют христианские теоретики заговора, не имеет никакой основы в Библии. Более того, он утверждает, что эта идея не только небиблейская, она положительно антибиблейская и принципиально антихристианская, потому что, неверно истолковывая ключевые места в Книге Откровения, она превращает утешительное послание о грядущем царстве Божьем в страх, панику и отчаяние перед лицом якобы приближающегося мирового правительства. Прогрессивные христиане, такие как проповедник-теолог Питер Дж. Гомес предупреждает христианских фундаменталистов, что «дух страха» может исказить Писание и историю, опасно сочетая библейский буквализм, законоцарствие, демонизацию и репрессивные предрассудки, в то время как церковные лидеры предупреждают о реальной опасности, что христиане могут собрать «лишний духовный багаж», доверчиво принимая теории заговора. Поэтому они призывают христиан, которые верят в теории заговора, покаяться.

### Масонский заговор
Масонство является одним из старейших в мире светских тайных обществ и возникло в конце XVI — начале XVII века в Великобритании. На протяжении многих лет ряд утверждений и теорий заговора были направлены против масонства, включая утверждение, что масоны имеют скрытую политическую повестку дня и планируют построить «Новый мировой порядок», мировое правительство, организованное в соответствии с масонскими принципами или управляемое только масонами. Эзотерическая природа масонской символики и обрядов привела к тому, что масонов впервые обвинили в тайной практике сатанизма в конце XVIII века. Первоначальное утверждение о заговоре внутри масонства с целью ниспровергнуть религии и правительства, чтобы захватить мир, восходит к шотландскому автору Джону Робисону, чьи реакционные теории заговора пересекли Атлантику и оказывали влияние на вспышки протестантского антимасонства в Соединённых Штатах в течение XIX века. В 1890-х годах, Французский писатель Лео Таксиль написал серию брошюр и книг, осуждающих масонство и обвиняющих их ложи в поклонении Люциферу как высшему существу и великому архитектору Вселенной. Несмотря на то, что Таксиль признал, что все его утверждения были мистификацией, они до сих пор повторяются многочисленными теоретиками заговора и оказали огромное влияние на последующие антимасонские утверждения о масонстве. Некоторые теоретики заговора в конечном счёте предположили, что некоторые отцы-основатели Соединённых Штатов, такие как Джордж Вашингтон и Бенджамин Франклин, имели масонские сакральные геометрические узоры, вплетённые в американское общество, особенно в Большую печать Соединённых Штатов, долларовую купюру Соединённых Штатов, архитектуру Национальной Аллеи и улиц и шоссе Вашингтона, как часть генерального плана создания первого «масонского правительства» в качестве модели для грядущего «Нового мирового порядка».
Масоны опровергают эти утверждения о масонском заговоре. Масонство, пропагандирующее рационализм, не придает никакой силы самим оккультным символам, и в его принципы не входит рассматривать рисование символов, какими бы большими они ни были, как акт консолидации или установления власти. Кроме того, нет никакой опубликованной информации, устанавливающей масонскую принадлежность людей, ответственных за дизайн Великой Печати. В то время как теоретики заговора утверждают, что есть элементы масонского влияния на Великую печать Соединённых Штатов, и что эти элементы были намеренно или непреднамеренно использованы, потому что создатели были знакомы с символами, фактически, Всевидящее око и незавершенная пирамида были символами, используемыми как вне масонских лож, так и внутри них в конце XVIII века, поэтому дизайнеры рисовали из общих эзотерических символов. Латинская фраза «novus ordo seclorum», появляющаяся на обратной стороне Большой печати с 1782 года и на обратной стороне однодолларовой банкноты с 1935 года, переводится как «Новый порядок веков» и намекает на начало эпохи, когда Соединённые Штаты Америки являются независимым национальным государством; это часто неправильно переводится теоретиками заговора как «Новый мировой порядок». Хотя европейская континентальная ветвь масонства имеет организации, которые позволяют политические дискуссии в своих масонских ложах, масонский исследователь Тревор У. Маккеаун утверждает, что обвинения игнорируют несколько фактов. Во-первых, многие великие ложи независимы и суверенны, то есть действуют самостоятельно и не имеют общей повестки дня. Точки зрения различных лож часто различаются. Во-вторых, известные франкмасоны всегда придерживались взглядов, которые охватывают весь политический спектр и не показывают никакой определённой модели или предпочтения. Как таковой, термин «масонское правительство» является ошибочным; среди масонов нет единого мнения о том, как должно выглядеть идеальное правительство.

### Иллюминаты
Орден иллюминатов был тайным обществом эпохи Просвещения, основанным профессором университета Адамом Вейсхауптом 1 мая 1776 года в Верхней Баварии. Движение состояло из сторонников свободомыслия, секуляризма, либерализма, республиканства и гендерного равенства, набранных из немецких масонских лож, которые стремились преподавать рационализм через школы мистерий. В 1785 году орден был уничтожен изнутри внедрёнными правительственными агентами Карла Теодора, курфюрста Баварии, в его упреждающей кампании по нейтрализации угрозы тайных обществ, когда-либо становившихся очагами заговоров с целью свержения Баварской монархии и её государственной религии, римского католицизма. Нет никаких доказательств, что Баварские Иллюминаты пережили его подавление в 1785 году.

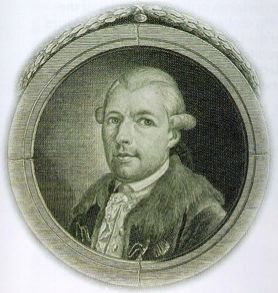
Адам Вейсгаупт

В конце XVIII века реакционные теоретики заговора, такие как шотландский физик Джон Робисон и французский иезуитский священник Огюстен Баррюэль, начали предполагать, что Иллюминаты пережили их подавление и стали вдохновителями Французской революции и Эпохи террора. Иллюминаты были обвинены в подрывной деятельности, которая пыталась тайно организовать революционную волну в Европе и остальном мире, чтобы распространить самые радикальные идеи и движения Просвещения — антиклерикализм, антимонархизм и антипатриархализм и создать мировую ноократию и культ разума. В течение XIX века страх перед заговором иллюминатов был реальной заботой европейских правящих классов, и их репрессивная реакция на этот необоснованный страх спровоцировала в 1848 году те самые революции, которые они стремились предотвратить.
В течение межвоенного периода XX века фашистские пропагандисты, такие как британский историк-ревизионист Неста Хелен Вебстер и американская светская львица Эдит Старр Миллер, не только популяризировали миф о заговоре Иллюминатов, но и утверждали, что это подрывное тайное общество служит еврейским элитам, якобы поддерживающим финансовый капитализм и советский коммунизм, чтобы разделить мир и править им. Американский евангелист Джеральд Бертон Уинрод и другие теоретики заговора в рамках фундаменталистского христианского движения в Соединённых Штатах, возникшего в 1910-х годах как ответная реакция на принципы просвещения, светского гуманизма, модернизма и либерализма, стали основным каналом распространения теорий заговора иллюминатов в США. Правые популисты, такие как члены Общества Джона Берча, впоследствии начали спекулировать, что некоторые университетские братства (Череп и кости), клубы джентльменов (Богемский клуб) и мозговые центры (Совет по международным отношениям, Трехсторонняя комиссия) американского высшего класса являются подставными организациями Иллюминатов, которых они обвиняют в заговоре с целью создания «Нового мирового порядка» через мировое правительство.

### Протоколы сионских мудрецов
«Протоколы сионских мудрецов» — поддельный антисемитский документ, впервые опубликованный на русском языке в 1903 году, в котором утверждается об иудейско-масонском заговоре с целью достижения мирового господства. Текст представляет собой протокол тайных собраний еврейской клики, которая замышляет править миром от имени всех евреев, потому что они считают себя Избранным народом Божьим. Протоколы включают многие из основных заговорщических тем, изложенных в нападениях Робисона и Баррюэля на масонов, и накладывают на них антисемитские утверждения об антимонархистских движениях в России. Протоколы отражают темы, подобные более общей критике либерализма консервативными аристократами, поддерживающими монархии и государственные религии. Публикация «протоколов» подразумевает, что если снять с себя слои масонского заговора, то, минуя Иллюминатов, можно обнаружить прогнившее еврейское ядро.

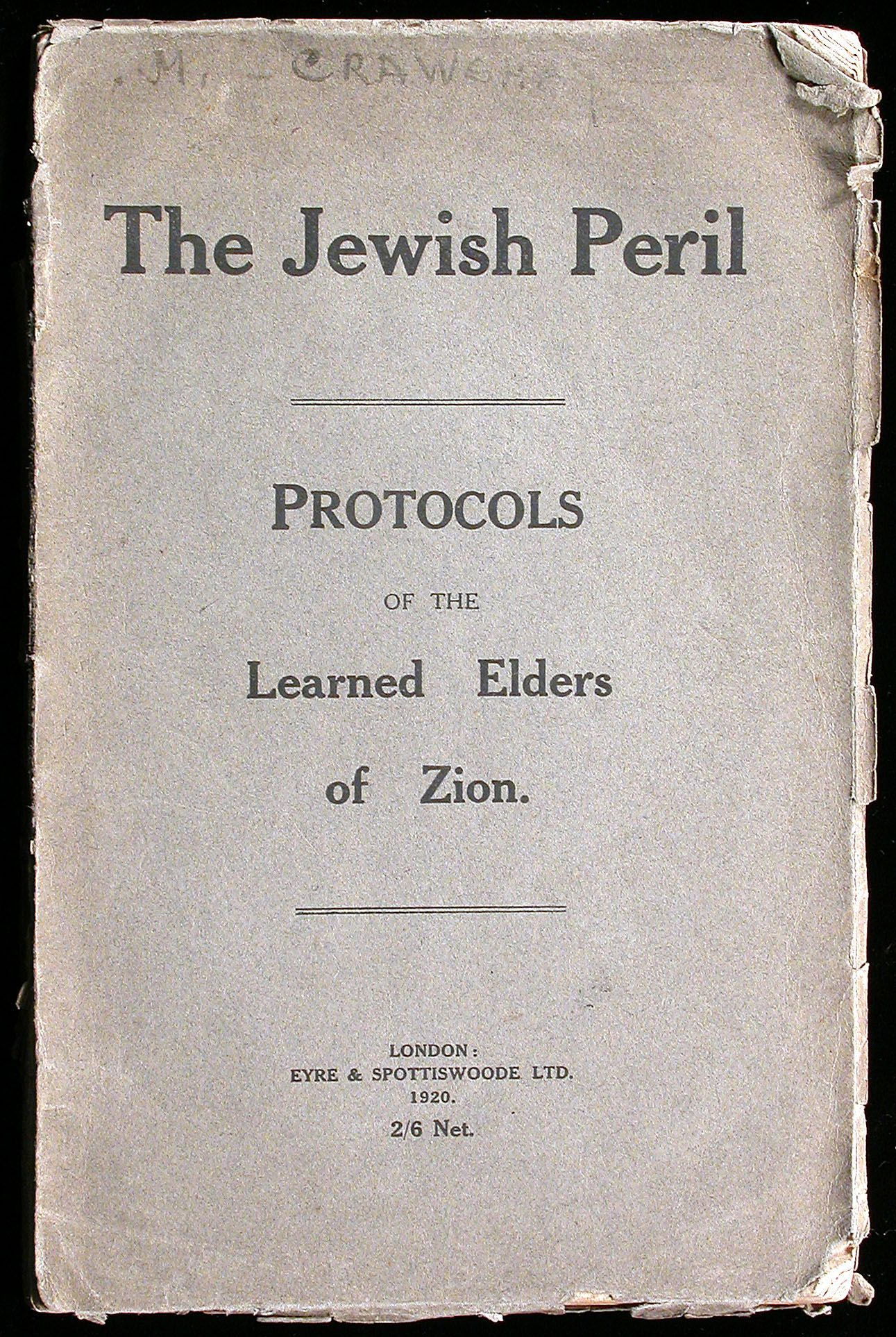
Обложка 1920 года копия Протоколы сионских мудрецов

Многочисленные полемисты, такие как ирландский журналист Филип Грейвс в статье 1921 года в Times и британский академик Норман Кон в своей книге 1967 года Warrant for Genocide, доказали, что протоколы являются как мистификацией, так и явным случаем плагиата. Согласно общему мнению, русско-французский писатель и политический деятель Матвей Головинский сфабриковал текст для охранки, тайной полиции Российской империи, как произведение контрреволюционной пропаганды до революции 1905 года, путем плагиата сатиры на Наполеона III «Диалог в аду между Макиавелли и Монтескьё», написанной французским политическим сатириком и Легитимистским активистом Морисом Жоли.
Ответственные за подпитку многих антисемитских и антимасонских массовых истерий XX века, протоколы оказали влияние на развитие некоторых теорий заговора, в том числе некоторых новых теорий «Мирового порядка», и неоднократно появлялись в современной литературе этой тематики. Например, авторы спорной книги 1982 года «Святая Кровь и Святой Грааль» пришли к выводу, что протоколы были самым убедительным доказательством существования и деятельности Приората Сиона. Они предположили, что это тайное общество работало за кулисами, чтобы установить теократические «Соединённые Штаты Европы» — объединённая через имперский культ великого монарха Меровингов, предположительно происходящего из рода Иисуса, который занимает трон Европы и Святой Престол, эта «священная европейская империя» станет сверхдержавой XXI века. Хотя сам Приорат Сиона был полностью развенчан журналистами и учеными как мистификация, некоторые апокалиптические христианские эсхатологи, которые верят, что протоколы подлинны, убеждены, что Приорат Сиона был исполнением пророчеств, найденных в Книге Откровения и дальнейшего антихристианского заговора огромных масштабов, сигнализирующего о неизбежности установления «Нового мирового порядка». Скептики утверждают, что нынешняя уловка современных теоретиков заговора, которые используют протоколы, состоит в том, чтобы утверждать, что этот документ действительно происходит от некоторой группы, отличной от евреев, такой как падшие ангелы или инопланетные захватчики. Хотя трудно определить, действительно ли заговорщики верят в это или просто пытаются защищать дискредитированную подделку, скептики утверждают, что это не имеет большого значения, так как они оставляют фактический антисемитский текст неизменным. В результате обеспечивается авторитет протоколов и их широкое распространение.

### Общество Круглого стола
Во второй половине британского «Имперского века» между 1815 и 1914 годами южноафриканский предприниматель английского происхождения, горный магнат и политик Сесил Родс выступал за то, чтобы Британская империя вновь объединила Соединённые Штаты Америки и преобразовала себя в «имперскую Федерацию», чтобы добиться установления сверхдержавы и прочного мира во всем мире. В своём первом завещании, написанном в 1877 году в возрасте 23 лет, он выразил желание финансировать тайное общество (общество избранных), которое будет способствовать следующим целям:
«Основание, продвижение и развитие тайного общества, истинной целью и объектом которого будет расширение британского правления в мире, совершенствование системы эмиграции из Соединённого Королевства и колонизация британскими подданными всех земель, где средства к существованию достижимы с помощью энергии, труда и предприимчивости, а особенно оккупация британскими поселенцами всего континента Африки, Святой земли, долины Евфрата, островов Кипра и Кандии, всей Южной Америки, островов Тихого океана, до сих пор не принадлежавших Великобритании, всего Малайского архипелага, побережья Китая и Японии, окончательное восстановление Соединённых Штатов Америки как неотъемлемой части Британской империи, открытие системы колониального представительства в Имперском парламенте, которая может объединить разрозненных членов империи и, наконец, создание такой великой державы, которая сделает войны невозможными и будет способствовать наилучшим интересам человечества.»

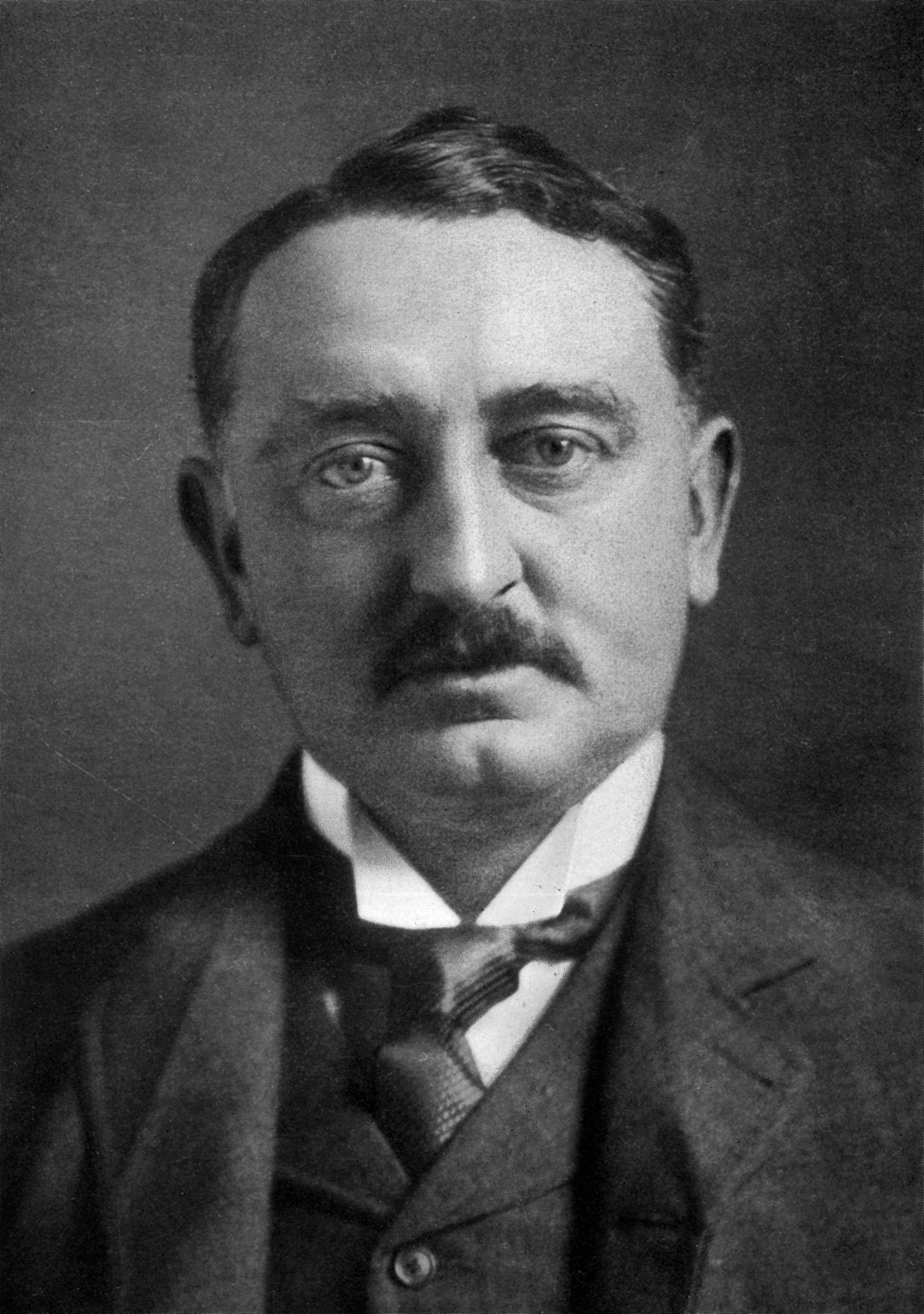
Магнат и колонист Сесил Родс

В 1890 году, тринадцать лет спустя после своего уже известного завещания, Родс развил ту же идею: создание «Англии повсюду», которая "в конечном итоге приведет к прекращению всех войн и созданию единого языка во всем мире. «Единственное, что осуществимо для осуществления этой идеи, — это тайное общество, постепенно поглощающее богатства мира („и человеческие умы высшего порядка“), посвящённое достижению этой цели.» Родс также сосредоточился на стипендии Родса, одним из попечителей которой был британский государственный деятель Альфред Милнер. Первоначально целевой фонд был создан в 1902 году для укрепления мира между великими державами путем создания чувства братства и общего мировоззрения среди будущих британских, американских и немецких лидеров, позволив им бесплатно учиться в Оксфордском университете.
Милнер и британский чиновник Лайонел Джордж Кёртис стали основателями Общества круглого стола, сети организаций, способствующих более тесному союзу между Великобританией и её самоуправляющимися колониями. С этой целью Кёртис основал королевский институт международных отношений в июне 1919 года и со своей книгой 1938 года «Содружество Бога» начал выступать за создание имперской Федерации, которая в конечном итоге повторно присоединит США, что будет представлено протестантским церквям как работа христианского Бога, чтобы получить их поддержку. Содружество наций было создано в 1949 году, но это была бы только свободная ассоциация независимых государств, а не мощная имперская Федерация, которую представляли Родс, Милнер и Кертис.
Совет по международным отношениям был образован 29 июля 1921 года из группы американских и британских ученых и дипломатов, некоторые из которых принадлежали к движению «Общество круглого стола», которых президент Вудро Вильсон в 1917 году попросил предложить варианты внешней политики Соединённых Штатов в межвоенный период, затем организованной в июне 1918 года лауреатом Нобелевской премии мира и государственным секретарем США Элиу Рутом из 108 нью-йоркских финансистов, промышленников и международных юристов. Первым из проектов Совета был ежеквартальный журнал «Foreign Affairs», выпущенный в сентябре 1922 года. Трехсторонняя комиссия была основана в июле 1973 года по инициативе американского банкира Дэвида Рокфеллера, который в то время был председателем Совета по международным отношениям. Это частная организация, созданная для содействия более тесному сотрудничеству между Соединёнными Штатами, Европой и Японией. Трехсторонняя комиссия широко рассматривается в качестве партнёра Совета по международным отношениям.
В 1960-х годах правые популисты и группы с палеоконсервативным мировоззрением, такие как члены Общества Джона Берча, были первыми, кто объединил националистическую критику корпоративных интернационалистов в сети мозговых центров, таких как Совет по международным отношениям, с великой теорией заговора, дискредитирующей их в качестве подставных организаций для «Общества круглого стола» «англо-американского истеблишмента», которые финансируются «международной банковской кабалой», которая якобы с конца XIX века планирует навязать олигархический «Новый мировой порядок» через глобальную финансовую систему. Поэтому теоретики антиглобалистского заговора опасаются, что международные банкиры планируют в конечном итоге подорвать независимость США, подчинив национальный суверенитет Банку международных расчетов.
Результаты исследований историка Кэрролла Куигли, автора книги 1966 года «Трагедия и надежда», принимаются теоретиками заговора как старых правых (У. Клеон Скоусен), так и новых левых (Карл Оглсби), чтобы обосновать эту точку зрения, хотя Куигли утверждал, что истеблишмент участвует в заговоре с целью создания не единого мирового правительства, а скорее британского и американского благожелательного империализма, движимого взаимными интересами экономических элит в Соединённом Королевстве и Соединённых Штатах. Куигли также утверждал, что, хотя Общество круглого стола все ещё существует сегодня, его влияние на политику мировых лидеров было значительно уменьшено с его расцвета во время Первой Мировой Войны и медленно ослабевало после окончания Второй Мировой Войны и Суэцкого кризиса. Сегодня «Общество круглого стола» — это во многом рабочая группа, призванная постепенно влиять на политику Содружества наций, но столкнувшаяся с сильным противодействием. Кроме того, в американском обществе после 1965 года проблема, по словам Куигли, заключалась в том, что никакая элита не была ответственной и не действовала ответственно.
Ларри Макдональд, второй президент Общества Джона Берча, консервативный демократ и член Палаты Представителей Соединённых Штатов, который представлял 7-й округ Конгресса Джорджии, написал предисловие к книге Аллена 1976 года The Rockefeller File, в котором он утверждал, что Рокфеллеры и их союзники были движимы желанием создать Единое Мировое правительство, которое объединило бы «суперкапитализм» с коммунизмом и было бы полностью под их контролем. Он видел заговор, который был « международным по масштабу, поколениям в планировании и невероятно злонамеренным.»
В автобиографии 2002 года Дэвид Рокфеллер написал:
«Более века идеологические экстремисты на обоих концах политического спектра ухватились за получившие широкую огласку инциденты с целью обвинить семью Рокфеллеров в чрезмерном влиянии, которое, как они утверждают, мы имеем на американские политические и экономические институты. Некоторые даже считают, что мы являемся частью тайного заговора, работающего против интересов Соединённых Штатов, характеризуя мою семью и меня как „интернационалистов“ и сговариваясь с другими людьми по всему миру, чтобы построить более интегрированную глобальную политическую и экономическую структуру — один мир, если хотите. Если это обвинение, то я виновен и горжусь этим».
В интервью 13 ноября 2007 года канадскому журналисту Бенджамину Фулфорду Рокфеллер возразил, что не чувствует необходимости в мировом правительстве и желает, чтобы правительства мира работали вместе и сотрудничали. Он также заявил, что представляется маловероятным и нежелательным, чтобы только одно избранное правительство управляло всем миром. Он раскритиковал обвинения в том, что он «правитель мира», как бессмысленные.
Некоторые американские социальные критики, такие как Лоуренс Х. Шоуп, утверждают, что Совет по международным отношениям является «имперским мозговым трестом», который на протяжении десятилетий играл центральную закулисную роль в формировании внешнеполитического выбора США для международного порядка после Второй Мировой Войны и Холодной войны, определяя, какие варианты появляются на повестке дня, а какие варианты даже не попадают на стол переговоров. Джордж Уильям Домхофф заявляет, что это на самом деле просто политический дискуссионный форум, который обеспечивает бизнес-вклад в планирование внешней политики США. Домхофф утверждает, что почти 3 000 членов, входящих в Совет — слишком много для секретных планов, которые могут быть сохранены в тайне. Все, что делает Совет, — это спонсирует дискуссионные группы, прения и ораторов. Что касается секретности, то она выпускает ежегодные доклады и предоставляет доступ к своим историческим архивам. Однако все эти критики соглашаются, что «исторические исследования СМО показывают, что у него совершенно иная роль в осуществлении власти, чем та, о наличии которой утверждают теоретики заговора».

### «Открытый заговор: чертежи мировой революции»

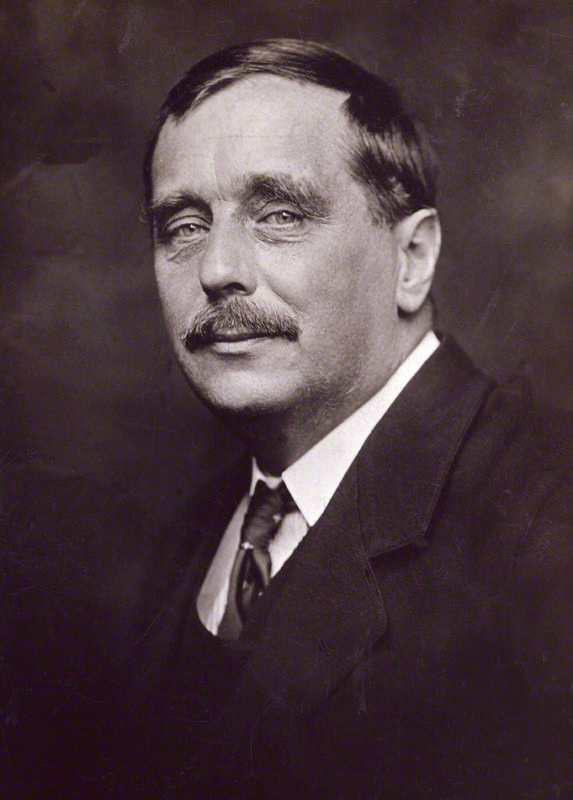
Герберт Уэллс, автор книг «Открытый заговор» и «Новый мировой порядок»

В своей книге 1928 года «Открытый заговор» британский писатель и футурист Герберт Уэллс пропагандировал космополитизм и предлагал проекты мировой революции и мирового мозга для создания технократического мирового государства и плановой экономики. Уэллс, однако, предупреждал в своей книге 1940 года «Новый мировой порядок»:
«… когда кажется, что борьба определённо движется к мировой социал-демократии, все ещё могут быть очень большие задержки и разочарования, прежде чем она станет эффективной и благотворной мировой системой. Бесчисленное количество людей… возненавидят новый мировой порядок, станут несчастными от разочарования своих страстей и амбиций через его пришествие и умрут, протестуя против него. Когда мы пытаемся оценить его перспективы, мы должны иметь в виду страдания поколения или около того недовольных, многие из них довольно галантные и грациозно выглядящие люди.»
Книги Уэллса оказали влияние на придание второго значения термину «Новый мировой порядок», который будет использоваться только государственными социалистическими деятелями и антикоммунистами для будущих поколений. Однако, несмотря на популярность и известность его идей, Уэллс не смог оказать более глубокого и длительного влияния, потому что он был неспособен сконцентрировать свою энергию на прямом обращении к интеллигенции, которая, в конечном счёте, должна будет координировать «Новый мировой порядок» Уэллса.

### Нью-эйдж
Британская оккультистка Элис Бейли, одна из основательниц так называемого движения Нью-эйдж, предсказала в 1940 году окончательную победу антигитлеровской коалиции во Второй мировой войне над нацистским блоком (которая произошла в 1945 году) и установление союзниками политического и религиозного «Нового мирового порядка». Она видела Федеральное мировое правительство как кульминацию открытого заговора Уэллса, но благосклонно утверждала, что оно будет синархистским, потому что оно направлялось учителями древней мудрости, намеренными подготовить человечество к мистическому второму пришествию Христа и рассвету Эры Водолея. По словам Бейли, группа Вознесенных Мастеров, называемых великим Белым Братством, работает на «внутренних планах», чтобы наблюдать за переходом к «Новому мировому порядку». Пока члены этой духовной иерархии известны только нескольким оккультным ученым, с которыми они общаются телепатически, но по мере того, как потребность в их личном участии в плане возрастает, произойдет «экстернализация иерархии», и каждый будет знать об их присутствии на Земле.
Сочинения Элис Бейли были осуждены христианскими правыми теоретиками заговора. Труды Бейли, наряду с книгой американского писателя Мэрилин Фергюсон 1980 года «Заговор Водолея», способствовали тому, что правые христианские теоретики рассматривали движение Нью-эйдж как «ложную религию», которая заменит христианство при «Новом мировом порядке». Скептики утверждают, что термин Нью-эйдж неправильно используется теоретиками заговора в качестве ярлыка для любого нового религиозного движения, которое не является фундаменталистским христианством. По этой логике все, что не является христианским, по определению активно и намеренно антихристианское. Парадоксально, но начиная с первого десятилетия XXI века, теория заговора о «Новом мировом порядке» всё шире пропагандируется оккультистами Нью-эйдж, увлечёнными нетрадиционными областями знаний, такими как альтернативная медицина, астрология, квантовый мистицизм, спиритуализм и теософия.
Таким образом, теоретики заговора Нью-эйдж, создатели документальных фильмов, таких как «Эзотерическая повестка дня», утверждают, что глобалисты, которые строят заговоры от имени «Нового мирового порядка», просто злоупотребляют оккультизмом для Макиавеллианских целей, например, принятие 21 декабря 2012 года в качестве точной даты установления «Нового мирового порядка» с целью использования растущего феномена 2012 года, который берёт своё начало якобы в пророчествах майя, а также в сочинениях авторов Нью-эйдж Хосе Аргуэльеса, Теренса Маккенны и Даниэля Пинчбека.
Скептики утверждают, что связь теоретиков заговора и оккультистов вытекает из их общих ошибочных предпосылок. Во-первых, любое широко распространённое убеждение обязательно должно быть ложным. Во-вторых, стигматизированное знание — то, что отвергает истеблишмент—должно быть правдой. Результатом является большая самореферентная сеть, в которой, например, некоторые верующие в НЛО пропагандируют антиеврейские фобии, в то время как некоторые антисемиты практикуют перуанский шаманизм.

### Четвёртый рейх

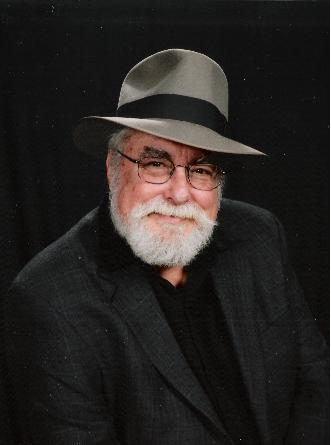
Джим Маррс

Сторонники теории заговора, такие, как американский писатель Джим Маррс, утверждают, что некоторые из бывших нацистов, которые пережили падение Третьего Рейха, вместе с единомышленниками в Соединённых Штатах и других странах, объединившись в организации, такие как ODESSA и Die Spinne, работали за кулисами после окончания Второй мировой войны, чтобы узаконить принципы нацизма: милитаризм, империализм, широкомасштабный шпионаж за гражданами, корпоративизм, использование модели пропаганды — в культуре, правительстве, и бизнесе по всему миру, но в первую очередь в США. Они ссылаются на влияние бывших нацистских ученых, привлеченных в операцию Скрепка для продвижения аэрокосмического производства в США с использованием технологий нацистских НЛО, и приобретение и создание конгломератов бывшими нацистами и их единомышленниками после войны как в Европе, так и в США.
Этот неонацистский заговор оживлен «железной мечтой», в которой американская империя, сорвав иудейско-масонский заговор и свергнув своё сионистское оккупационное правительство, постепенно устанавливает Четвёртый Рейх, ранее известный как «Западный Империум» — панарийская мировая империя, смоделированная по образцу нового порядка Адольфа Гитлера, который обращает вспять «Закат Европы» и открывает золотой век белого господства.
Скептики утверждают, что конспирологи сильно переоценивают влияние бывших нацистов и неонацистов на американское общество, и указывают, что политические репрессии внутри страны и империализм за рубежом имеют долгую историю в Соединённых Штатах ранее XX века. Некоторые политологи, такие как Шелдон Волин, выразили обеспокоенность тем, что две вещи — дефицит демократии и статус сверхдержавы — проложили путь к возникновению перевёрнутого тоталитаризма в США, который противоречит многим принципам нацизма.

### Инопланетное вторжение
С конца 1970-х годов инопланетяне с других обитаемых планет или параллельных измерений (такие как Серые) и «внутрипланетяне» из Полой Земли (такие как рептилоиды) включались в конспирологию «Нового мирового порядка» с той или иной степенью вмешательства, когда общий, благой ход развития теорий заговора продолжили американский писатель Милтон Уильям Купер и британский исследователь-писатель Дэвид Айк.

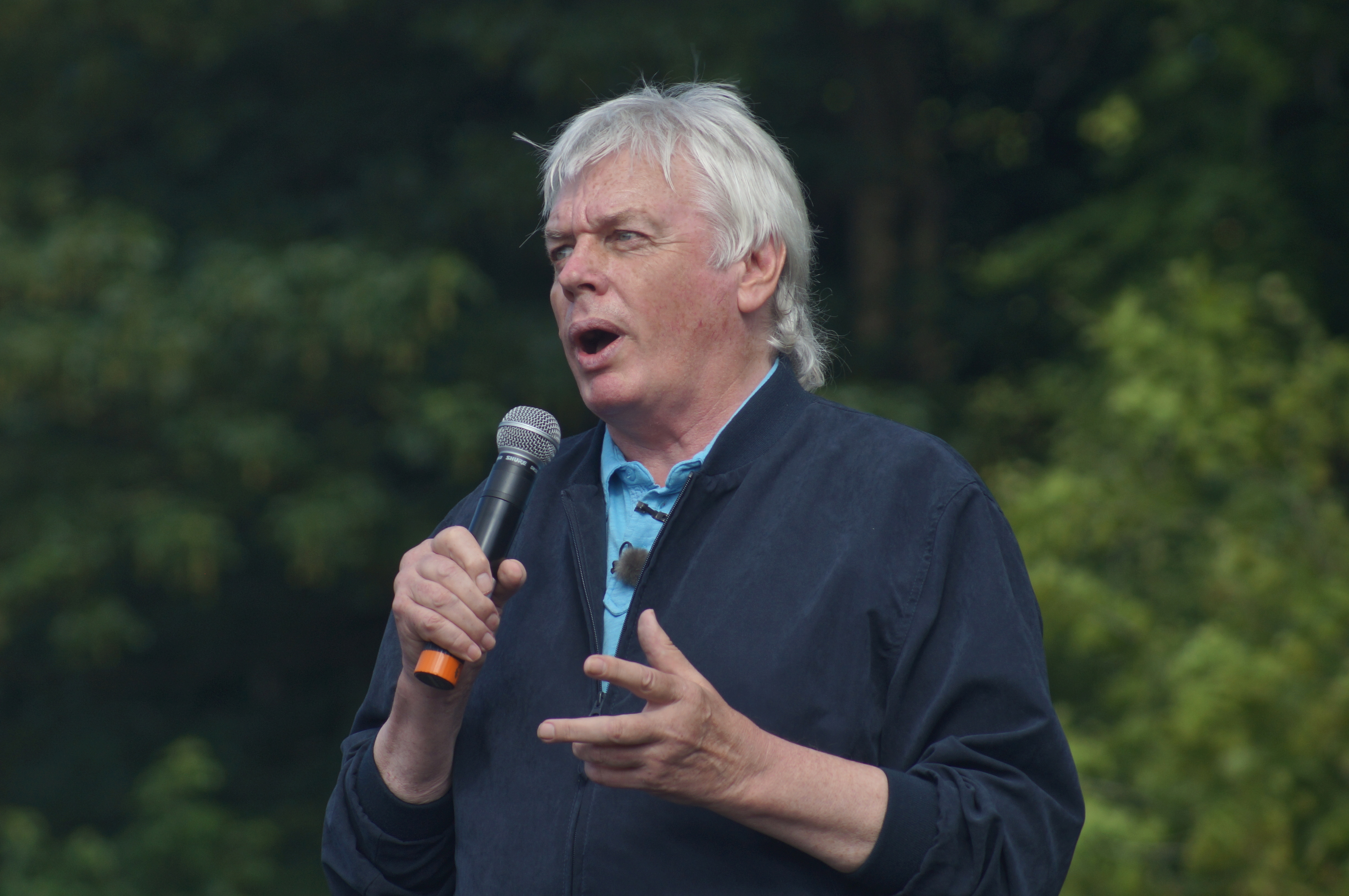
Британский писатель Дэвид Айк

Основная идея этих теорий в том, что пришельцы находятся среди нас десятилетиями, столетиями или тысячелетиями, но правительство, используя Людей в чёрном, скрывает от общественности знания о секретном инопланетном вторжении. Руководимые видовой дискриминацией и империализмом, эти пришельцы тайно манипулируют развитием человеческого общества, чтобы эффективнее контролировать и эксплуатировать людей. В некоторых теориях инопланетные агенты принимают человеческую форму и свободно перемещаются в нашем обществе. Они занимают руководящие посты в госструктурах, бизнесе и религиозных организациях и уже находятся на последней стадии плана по захвату планеты. Мифическое тайное правительственное агентство США под кодовым названием Маджестик-12 часто представляют как теневое правительство, которое сотрудничает с иноземными оккупантами и разрешает похищения людей пришельцами в обмен на помощь в разработке военных «летающих тарелок» в Зоне 51, чтобы вооружённые силы США достигли полного доминирования во всех сферах.
Скептики утверждают, что сближение между теориями заговора о «Новом мировом порядке» и инопланетном вторжении — это не только продукт эпохи повсеместного недоверия правительству и популярности гипотез инопланетного происхождения НЛО, но и фактического объединения сил между ультраправыми и уфологами. Майкл Баркун отмечает, что единственная положительная сторона такого объединения в том, что, если заговорщиков считают инопланетянами, то подозрение в отношении традиционных «козлов отпущения» (Масоны, Иллюминаты, Евреи и т. д.) снижается или полностью исчезает.

### «Дивный новый мир»
Антинаука и неолуддитские теоретики заговора подчеркивают технологическое прогнозирование в своих теориях заговора о «Новом мировом порядке». Они предполагают, что мировая элита власти — реакционные модернисты, ведущие трансгуманистическую политику, чтобы развить и использовать технологии улучшения человека, чтобы стать «постчеловеческой правящей кастой», в то время как прогресс ускоряется и стремится к технологической сингулярности — теоретической будущей точке разрыва, когда события ускорятся с таким темпом, что нормальные люди будут неспособны предсказать или даже понять быстрые изменения, происходящие в мире вокруг них. Теоретики заговора опасаются, что результатом будет либо появление новой мировой антиутопии — «Дивного нового мира» — либо вымирание человеческого вида.
Демократы-трансгуманисты, такие как американский социолог Джеймс Хьюз, возражают против многих влиятельных членов истеблишмента Соединённых Штатов, которые являются биоконсерваторами, решительно выступающими против улучшения человека, о чём свидетельствует предложенный Советом президента Буша по биоэтике международный договор, запрещающий клонирование человека и зародышевую инженерию. Кроме того, он утверждает, что теоретики заговора недооценивают, насколько пограничным является трансгуманистическое движение.

## Приписываемые задачи

### Градуализм
Теоретики заговора обычно утверждают, что «Новый мировой порядок» реализуется постепенно, ссылаясь на формирование Федеральной Резервной Системы США в 1913 году; Лиги Наций в 1919 году; Международного валютного фонда в 1944 году; Организации Объединённых Наций в 1945 году; Всемирного банка в 1945 году; Всемирной организации здравоохранения в 1948 году; Европейского союза и валюты евро в 1993 году; Всемирной торговой организации в 1998 году; Африканского союза в 2002 году; и Союза южноамериканских наций в 2008 году в качестве основных вех. Все более популярной теорией заговора среди американских правых популистов является то, что гипотетический Северо-американский Союз и американская валюта, предложенные Советом по международным отношениям и его коллегами в Мексике и Канаде, станут следующей вехой в построении «Нового мирового порядка». Теория гласит, что группа теневых и в основном безымянных международных элит планирует заменить федеральное правительство Соединённых Штатов транснациональным правительством. Поэтому теоретики заговора полагают, что границы между Мексикой, Канадой и Соединёнными Штатами находятся в процессе скрытого стирания группой глобалистов, конечной целью которых является замена национальных правительств в Вашингтоне, Оттаве и Мехико политическим союзом и раздутой бюрократией европейского типа.
Скептики утверждают, что Северо-американский союз существует только как предложение, содержащееся в одном из тысячи научных и политических документов, публикуемых каждый год, которые защищают всевозможные идеалистические, но в конечном счёте нереалистичные подходы к социальным, экономическим и политическим проблемам. Большинство из них передаются в их собственных кругах и в конечном итоге хранятся и забываются младшими сотрудниками в офисах Конгресса. Некоторые из этих документов, однако, становятся пробными камнями для заговорщиков и формируют основу всех видов необоснованных ксенофобских страхов, особенно во времена экономической тревоги.
Например, в марте 2009 года в результате финансового кризиса конца 2000-х годов Китайская Народная Республика и Российская Федерация настаивали на срочном рассмотрении вопроса о новой международной резервной валюте, а конференция Организации Объединённых Наций по торговле и развитию предложила значительно расширить Специальные права заимствования. Теоретики заговора опасаются, что эти предложения являются призывом к США принять единую мировую валюту для «Нового мирового порядка».
Судя по тому, что как национальные правительства, так и глобальные институты оказались неэффективными в решении глобальных проблем, которые выходят за рамки возможностей отдельных национальных государств, некоторые политологи, критикующие теорию заговора о «Новом мировом порядке», такие как Марк С. Партридж, утверждают, что регионализм будет главной силой в ближайшие десятилетия, очаги власти вокруг региональных центров: Западная Европа вокруг Брюсселя, Западное полушарие вокруг Вашингтона, Восточная Азия вокруг Пекина и Восточная Европа вокруг Москвы. Таким образом, ЕС, Шанхайская организация сотрудничества и «Большая двадцатка», вероятно, станут более влиятельными с течением времени. Таким образом, вопрос заключается не в том, постепенно ли формируется глобальное управление, а в том, как эти региональные державы будут взаимодействовать друг с другом.

### Государственный переворот
Американские правые популистские теоретики заговора, особенно те, кто присоединился к ополченческому движению в США, предполагают, что «Новый мировой порядок» будет построен посредством драматического государственный переворота «секретной командой», использующей чёрные вертолёты, в США и других национальных государствах, чтобы установить тоталитарное мировое правительство, контролируемое Организацией Объединённых Наций и принуждаемое войсками иностранных миротворцев ООН. Согласно планам Rex 84 и Operation Garden Plot, этот военный переворот будет включать приостановку действия конституции, введение военного положения, назначение военных командиров на пост главы государства и местных органов власти и задержания диссидентов.
Эти теоретики заговора, которые верят в право хранить и носить оружие, опасаются, что принятие любого законодательства о контроле над оружием будет позже сопровождаться отменой личного владения оружием и кампанией конфискации оружия, и что лагеря беженцев агентств по чрезвычайным ситуациям, таких как FEMA, будут использоваться для интернирования подозреваемых подрывников, прилагая мало усилий, чтобы отличить истинные угрозы «Новому мировому порядку» от пацифистов-диссидентов.
До 2000 года некоторые выживальщики ошибочно полагали, что этот процесс будет запущен предсказанной проблемой 2000 года, которая вызовет общественный коллапс. Так как многие левые и правые теоретики заговора полагают, что нападения 11 сентября были операцией под чужим флагом, проведённой разведывательным сообществом Соединённых Штатов, как часть стратегии напряженности, чтобы оправдать политические репрессии внутри страны и превентивную войну за границей, они убедились, что масштабный теракт был необходим как оправдание принятия исполнительной Директивы 51 для завершения перехода к полицейскому государству.
Скептики утверждают, что необоснованные страхи о неизбежном или возможном запрете оружия, военном перевороте, интернировании или вторжении ООН и оккупации коренятся в менталитете осаждения американского движения ополченцев, а также апокалиптическом милленаризме, фундамент которого заложен в рамках политического права в США, утверждающего идеализированное общество (то есть конституционная республика, джефферсоновская демократия, «христианская нация», «белая нация»). Защищая эти убеждения, ополченцы обличают подрывные заговоры либеральных светских гуманистов, которые хотят «большого правительства» и глобалистов, которые строят заговоры от имени «Нового мирового порядка».

### Тотальная слежка

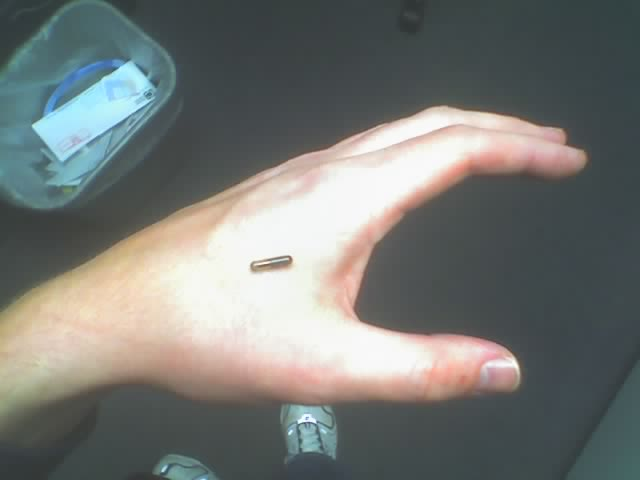
Рука с RFID чипом

Сторонники теории заговора, обеспокоенные злоупотреблением слежкой, полагают, что «Новый мировой порядок» реализуется через принятие культа интеллекта, массовое наблюдение и использование номеров социального страхования, штрихового кодирования розничных товаров с универсальной маркировкой кода продукта и, совсем недавно, RFID-метки с помощью имплантации микрочипов.
Утверждая, что корпорации и правительство планируют отслеживать каждое движение потребителей и граждан с RFID в качестве последнего шага на пути к тотальной слежке, защитники конфиденциальности потребителей, такие как Кэтрин Альбрехт и Лиз Макинтайр стали христианскими теоретиками заговора, которые считают, что RFID нужно сопротивляться, потому что современные базы данных и коммуникационные технологии в сочетании с оборудованием для сбора данных о точках продаж и сложными системами идентификации и аутентификации теперь позволяют требовать биометрически связанный номер или метку для совершения покупок. Они опасаются, что способность реализовать такую систему очень напоминает Число зверя, предсказанное в Книге Апокалипсиса.
В январе 2002 года Агентство перспективных оборонных исследовательских проектов (DARPA) учредило Управление по информированию (IAO) для объединения нескольких проектов DARPA, направленных на применение информационных технологий для противодействия асимметричным угрозам национальной безопасности. После публичной критики, что разработка и внедрение этих технологий потенциально может привести к массовой системе наблюдения, IAO был лишен финансирования Конгрессом Соединённых Штатов в 2003 году. Второй источник противоречий включал оригинальный логотип IAO, который изображал Всевидящее Око на вершине пирамиды, смотрящей вниз на земной шар, сопровождаемый латинской фразой scientia est potentia (Знание-сила). Хотя DARPA в конечном итоге удалила логотип со своего веб-сайта, он оставил неизгладимое впечатление на защитников конфиденциальности. Это также воспламенило теоретиков заговора, которые неправильно интерпретируют «глаз и пирамиду» как масонский символ иллюминатов, тайного общества XVIII века, которое, по их мнению, продолжает существовать и строит заговоры от имени «Нового мирового порядка».
Американский историк Ричард Ландес, который специализируется на истории апокалипсицизма и был соучредителем и директором Центра тысячелетних исследований Бостонского университета, утверждает, что новые и появляющиеся технологии часто вызывают панику среди милленаристов, и даже изобретение печатного станка Гутенберга в 1436 году вызвало волны апокалиптического мышления. Проблема 2000 года, штрихкоды и номера социального страхования вызвали предупреждения о конце времён, которые либо оказались ложными, либо просто больше не воспринимались всерьез, как только общественность привыкла к этим технологическим изменениям. Борцы за гражданские свободы утверждают, что приватизация наблюдения и рост промышленного комплекса наблюдения в Соединённых Штатах действительно вызывают законные опасения по поводу нарушения приватности. Однако, скептики считают, что подобные опасения следует отделять от светской паранойи по поводу Старшего брата или религиозной истерии по поводу Антихриста.

### Оккультизм
Христианские сторонники теории заговора, начиная с британского историка-ревизиониста Несты Хелен Вебстер, считают, что существует древний оккультный заговор, начатый первыми жрецами гностицизма и увековеченный их предполагаемыми эзотерическими преемниками, такими как каббалисты, катары, тамплиеры, герметики, розенкрейцеры, масоны и, в конечном счёте, иллюминаты, которые стремятся подорвать иудео-христианские основы западного мира и построить «Новый мировой порядок» через единую мировую религию, которая готовит массы к принятию имперского культа Антихриста. В более широком смысле, они предполагают, что глобалисты, которые строят заговоры от имени «Нового мирового порядка», подчиняются неким оккультным сообществам во главе с демонами, падшими ангелами или Люцифером. Они полагают, что эти заговорщики используют силу оккультных наук (нумерология), символов (Око Провидения), ритуалов (масонские степени), памятников (национальные достопримечательности торгового центра), зданий (Законодательное здание Манитобы) и объектов (Международный аэропорт Денвера) для продвижения своего заговора, чтобы управлять миром.
Например, в июне 1979 года неизвестный благотворитель под псевдонимом «Р. К. Кристиан» построил в американском штате Джорджия огромный гранитный мегалит, который действует как компас, календарь и часы. Послание, состоящее из десяти наставлений, начертано на оккультной структуре на многих языках как инструкция для переживших глобальную катастрофу по основанию более просвещенной и устойчивой цивилизации, чем та, которая была разрушена. «Скрижали Джорджии» впоследствии стали духовным и политическим тестом Роршаха, на который может быть наложено любое количество идей. Некоторые адепты Нью-Эйдж и неоязычники почитают его как связующее звено лей-линии, в то время как некоторые теоретики заговора убеждены, что на них выгравированы антихристианские «Десять заповедей» «Нового мирового порядка». Если скрижали сохранятся в течение столетий, как предполагали их создатели, у них может возникнуть множество значений, не связанных с первоначальным значением послания.
Скептики утверждают, что демонизация эзотеризма теоретиками заговора коренится в религиозной нетерпимости, а также в моральной панике, которая питала охоту на ведьм в Европе и обвинения в ритуальном сатанизме в Соединённых Штатах.

### Контроль за рождаемостью
Сторонники теории заговора считают, что «Новый мировой порядок» также будет построен посредством контроля над численностью населения, чтобы легче следить за передвижениями народных масс. Мирные способы остановки роста человеческих обществ включают репродуктивное здоровье и программы планирования семьи, которые способствуют воздержанию, контрацепции и абортам, и широко используются правительствами многих стран. Существуют и радикальные способы сокращения населения, такие как геноциды, разжигание ненужных войн, распространение эпидемий путем разработки новых вирусов и заражающих вакцин, контроль за мировым климатом с помощью современных установок (HAARP, химтрейлы). Теоретики заговора утверждают, что глобалисты, замышляющие заговор от имени «Нового мирового порядка», являются неомальтузианцами, которые разжигают панику по поводу перенаселения и изменения климата, чтобы создать общественную поддержку принудительного контроля над населением и, в конечном счёте, Мировое правительство. Повестка дня на XXI век осуждается как сосредоточение мирового населения в городах и опустошение сельской местности.
Скептики утверждают, что страх контроля над населением можно проследить до травматического наследия «войны против слабых» евгенического движения в Соединённых Штатах в течение первых десятилетий XX века, а также движения маккартизма в США 1940—1950-х годов, когда ультраправые американские политики обычно выступали против программ общественного здравоохранения, особенно фторирования воды, массовой вакцинации и служб психического здоровья, утверждая, что все они являются частью далеко идущего заговора с целью установления социалистического или коммунистического режима. На их взгляды повлияли крупные социальные и политические изменения, произошедшие в последние годы: рост интернационализма, в частности Организации Объединённых Наций и её программ; введение положений о социальном обеспечении, в частности различных программ, установленных новым курсом; и усилия правительства по сокращению неравенства в социальной структуре США. Противодействие массовым вакцинациям, в частности, получило значительное внимание в конце 2010-х годов, так что Всемирная организация здравоохранения назвала антивакцинаторство одной из десяти глобальных угроз здоровью 2019 года. К этому времени люди, которые отказывались или отказывались позволить своим детям быть вакцинированными, были известны в разговорной речи как «антиваксеры», хотя отсылки к теории заговора о «Новом мировом порядке» или сопротивление принятой программе контроля рождаемости в качестве причины отказа от вакцинации были редкими.

### Контроль сознания
Социальные критики обвиняют правительства, корпорации и средства массовой информации в том, что они вовлечены в следование модели пропаганды и, как это ни парадоксально, в производство культуры страха благодаря возможности усиления социального контроля, который недоверчивое и запуганное население может позволить власть имущим. Однако некоторые теоретики заговора опасаются, что «Новый мировой порядок» будет построен с помощью контроля сознания — широкого спектра тактик, способных подорвать контроль индивида над его собственными мыслями, поведением, эмоциями и решениями. Говорят, что эта тактика включает в себя все: от промывания мозгов спящих агентов (проект «МК-Ультра») до инженерных психологических операций (фторирование воды, подсознательная реклама, «Микроволновый слуховой эффект», Медуза) и парапсихологических операций (проект Stargate) для воздействия на массы. Ношение шапочки из фольги для защиты от таких угроз стало популярным стереотипом и поводом для насмешки; фраза служит олицетворением паранойи и связана с теоретиками заговора.
Скептики утверждают, что паранойя, стоящая за одержимостью теоретика заговора контролем сознания, контролем численности населения, оккультизмом, тотальной слежкой, большим бизнесом, большим правительством и глобализацией, возникает из комбинации двух факторов, когда он или она: 1) придерживается сильных индивидуалистических ценностей и 2) испытывает недостаток власти. Первый атрибут относится к людям, которые глубоко заботятся о праве человека делать свой собственный выбор и направлять свою жизнь без вмешательства или обязательств перед более крупной системой (например, правительством), но сочетают это с чувством бессилия в собственной жизни, и человек получает то, что некоторые психологи называют «паникой субъектности», интенсивной тревогой по поводу очевидной потери автономии внешним силам или регуляторам. Когда пылкие индивидуалисты чувствуют, что они не могут осуществить свою независимость, они переживают кризис и предполагают, что в узурпации этой свободы виноваты более крупные силы.

## Предполагаемые заговорщики
По словам Уильяма Домхоффа, многие люди, похоже, считают, что США управляются из-за кулис теневым правительством с тайными намерениями, то есть большой секретной группой, которая хочет изменить систему управления или поставить страну под контроль мирового правительства. В прошлом заговорщики часто упоминали криптокоммунистов, которые были исполнены решимости объединить Соединённые Штаты с СССР в общее мировое правительство, но распад СССР в 1991 году подрывает эту теорию. Домхофф отмечает, что большинство теоретиков заговора сместили свой фокус на Организацию Объединённых Наций как вероятную контролирующую силу при «Новом мировом порядке», но эта идея подрывается бессилием ООН и её ограниченной ролью.
Хотя политолог Дэвид Роткопф скептически относится к теории заговора о «Новом мировом порядке», в книге 2008 года Superclass: The Global Power Elite and the World They are Making он утверждает, что мировое население в 6 миллиардов человек управляется элитой из 6000 человек. До конца XX века правительства великих держав обеспечивали большую часть суперкласса в сопровождении нескольких глав международных движений (Папы Римского) и предпринимателей (Ротшильдов, Рокфеллеров). По словам Роткопфа, в начале XXI века вследствие внешнеэкономического влияния, подпитываемого взрывным расширением международной торговли и международных коммуникаций власть национальных государств уменьшилась, сократив политиков до статуса брокера власти; а лидеры международного бизнеса, финансов и оборонной промышленности не только доминируют над суперклассом, они свободно перемещаются на высокие позиции в правительствах своих стран и возвращаются к частной жизни в значительной степени за пределами внимания избранных законодательных органов (включая Конгресс США), которые остаются в ужасном неведении о делах за пределами своих границ. Он утверждает, что непропорциональное влияние суперкласса на национальную политику конструктивно, но всегда эгоистично, и лишь немногие из них возражают против коррупции и репрессивных правительств, если они могут вести бизнес в этих странах.
Рассматривая историю мира как историю войн между тайными обществами, теоретики заговора идут дальше Роткопфа и других учёных, изучавших мировую властную элиту, утверждая, что созданы семьи высшего класса со «старыми деньгами», которые основали и финансируют Бильдербергский клуб, Богемский клуб, Римский клуб, Совет по международным отношениям, фонд Родса, Череп и кости, Трёхстороннюю комиссию и подобные мозговые центры и частные клубы, иллюминаты, замышляющие навязать тоталитарный «Новый мировой порядок» — создание авторитарного мирового правительства, контролируемого Организацией Объединённых Наций и глобальным Центральным банком, который поддерживает политическую власть через финансиализацию экономики, ограничение свободы слова через концентрацию собственности средств массовой информации, тотальную слежку, широкое использование государственного терроризма и всеобъемлющую пропаганду, которая создает культ личности вокруг марионеточного мирового лидера и идеологизирует мировое правительство как кульминацию исторического прогресса.
Марксисты, которые скептически относятся к правым популистским теориям заговора, также обвиняют мировую властную элиту в том, что она не принимает близко к сердцу интересы всех, а многие межправительственные организации страдают от дефицита демократии, но утверждают, что суперкласс плутократов заинтересован только в наглом навязывании неолиберального или неоконсервативного «Нового мирового порядка» — осуществлении глобального капитализма посредством экономического и военного принуждения для защиты интересов транснациональных корпораций — которое систематически подрывает возможности социалистического мирового правительства. Утверждая, что мир находится в середине перехода от американской империи к правлению глобального правящего класса, который появился внутри американской империи, они указывают, что правые популистские теоретики заговора, ослепленные своим антикоммунизмом, они не видят, что «Новый мировой порядок», по иронии судьбы, является высшей ступенью той самой капиталистической экономической системы, которую они защищают.

## Критика
Скептики обвиняют сторонников теории заговора о «Новом мировом порядке» в потакании ложной вере, что существенные факты истории обязательно являются зловещими; мировоззрении, которое централизованно помещает теории заговора, а не социальные и экономические силы, в разворачивающуюся историю; и беспорядочном восприятии страхов из любого источника.
Уильям Домхофф, профессор психологии и социологии, изучающий теории власти, написал в 2005 году эссе под названием «Нет заговоров». Он говорит, что для того, чтобы эта теория была верной, потребовалось несколько «богатых и высокообразованных людей», чтобы делать вещи, которые «не соответствуют тому, что мы знаем о властных структурах». Утверждения о том, что это произойдет, уходят в прошлое на десятилетия и всегда оказываются ошибочными.
Хотя некоторые культурные критики рассматривают теорию заговора о «Новом мировом порядке» как «постмодернистские метанарративы», которые могут дать обычным людям повествовательную структуру, с которой они могут подвергнуть сомнению то, что они видят вокруг них, скептики утверждают, что вера в заговор приводит людей к цинизму, запутанному мышлению и тенденции чувствовать безнадёжность, даже когда они осуждают предполагаемых заговорщиков.
Александр Зайчик из Южного центра борьбы с бедностью написал доклад под названием «паранойя „Патриота“: взгляд на десятку лучших теорий заговора», в котором он лично осуждает такие заговоры как попытку радикальных правых подорвать общество.
Обеспокоенный тем, что импровизационный миллениализм большинства теорий заговора о «Новом мировом порядке» может побудить террористов-одиночек участвовать в сопротивлении без лидера, ведущем к внутренним террористическим инцидентам, таким как взрыв в Оклахома-Сити, Майкл Баркун пишет, что «опасность заключается меньше в самих таких верованиях … чем в поведении, которое они могли бы стимулировать или оправдывать» и предупреждает, «если бы они верили, что предсказанный злой день действительно наступил, их поведение стало бы намного труднее предсказать».
Предупреждая об угрозе американской демократии со стороны правых популистских движений, возглавляемых демагогами, которые мобилизуют поддержку власти толпы или даже фашистской революции, используя страх перед заговорами, Чип Берле пишет, что «правые популистские движения могут нанести серьёзный ущерб обществу, потому что они часто популяризируют ксенофобию, авторитаризм, козлов отпущения и заговор. Это может соблазнить основных политиков принять эти темы, чтобы привлечь избирателей, узаконить акты дискриминации (или даже насилия) и открыть дверь для революционных правых движений, таких как фашизм, сформированных из реформистских популистских движений».
Джеймс Хьюз, профессор религии, предупреждает, что ни одна религиозная идея не имеет большего потенциала для формирования глобальной политики глубоко негативным образом, чем «Новый мировой порядок». В февральской статье 2011 года, озаглавленной «Откровение, революции и тиранический новый мировой порядок», он пишет, что «решающей частью этой головоломки является личность Антихриста, тиранической фигуры, которая одновременно возглавляет и вдохновляет новый мировой порядок». Этим в своё время были Советский Союз и арабский мир. Он говорит, что приверженность этой идее вдохновляет верующих «приветствовать войну с исламским миром» и открывает дверь к ядерному холокосту.
Критика теоретиков заговора о «Новом мировом порядке» также исходит из их собственного сообщества. Несмотря на то, что они считают себя «борцами за свободу», многие правые популистские теоретики заговора придерживаются взглядов, несовместимых с официально исповедуемым либертарианством, таких как доминионизм, белое превосходство и даже элиминационизм. Этот парадокс привел Дэвид Айк, который утверждает, что христианские патриоты — единственные американцы, которые понимают правду о «Новом мировом порядке» (который, по его мнению, контролируется расой рептилоидов, известной как «Вавилонское братство»), когда сказал группе христианских патриотов: «Я не знаю, что мне больше не нравится, мир, контролируемый Братством», или тот, которым вы хотите его заменить.

## В искусстве
Идея установления «Нового мирового порядка» традиционна для литературы, музыки и игр в жанре социального футуризма.